# 博布魯伊基
50°53′23″N 31°0′59″E / 50.88972°N 31.01639°E
博布魯伊基（烏克蘭語：Бобруйки）是位於烏克蘭北部切爾尼希夫州裏切爾尼希夫區的村莊，始建於1600年，面積2.53平方公里，海拔高度115米，2001年人口438，人口密度每平方公里172.92人。